# 날개를 가진 자 ~Not an angel Just a dreamer~
〈날개를 가진 자 ~Not an angel Just a dreamer~〉(翼を持つ者 〜Not an angel Just a dreamer〜 츠바사오모츠모노 ~낫 언 엔젤 저스트 어 드리머~[*]}는 2017년 10월 25일에 에이벡스 픽처스에서 발매된 싱글이다. 일본 애니메이션 100주년 기념 노래이며, 일본동화협회 ‘애니메이션 NEXT100’ 프로젝트 공식 노래이다.

## 개요
2017년이 일본에서 애니메이션이 제작되고나서 100주년을 기념해서 제작된 노래이며, 다수의 애니메이션 음악이나 배경 음악을 맡고 있는 작곡가인 타나카 코헤이가 애니송 버전의 〈We Are the World〉를 만들고 싶다는 컨셉트로 기획해서 각 가수 소속 레이블과 상관없이 23개 그룹의 애니메이션 음악 가수 · 성우가 노래에 참가했다.
타나카에 의하면 2020년 하계 올림픽 개최가 결정된 것이 발안의 계기가 되며 “지금 일본 문화 중에서 쿨 재팬의 선봉이 된 ‘애니메이션’, ‘애니송’ 그리고, 그 애니송을 부른 애니송 가수 분들의 멋진 가성으로, 더욱 더 세계의 모든 분에게 들려주고 싶다”(今や日本文化の中でクールジャパンの先鋒となった感のある‘アニメ’、‘アニソン’そして、そのアニソンを歌っておられるアニソン歌手さんの素晴らしい歌声を、もっと世界の方々に聴かせたい)“올림픽 개최가 결정되었을 때 일본의 애니메이션, 애니송으로 해야만 하는 것이 있을 것라고 강하게 느꼈다. 그러기 위해서는 우선 (모든 애니송 가수들이나 성우 등을) 한데 모아야 한다. 이런 계획은 레이블이나 소속사가 다르다는 벽에 가로막혀 실현되기 어렵지만, 내가 곡을 쓰면 혹 실현 가능성이 있을지도 모른다고 생각해 하타 아키 씨, 후지바야시 쇼코 씨, 아게마츠 노리야스 씨에게 도움을 요청했다"(オリンピックが決まったときに、日本のアニメ、アニソンとしてやらなければならないことがあるはず、と強く感じた。そのためにまずは一つにまとまらなければならない。中々こういった企画はレーベルやプロダクションの壁で実現が難しいが、自分が曲を作れば、もしかしたら可能性があるかもしれないと、畑亜貴さん、藤林聖子さん、上松範康さんに声をかけた)라고 밝혔다. 이러한 계획에서 노래 타이업을 찾는 중에, 애니메이션 제작 단체인 일본동화협회가 2017년에 일본 애니메이션이 100주년을 기념한 프로젝트를 추진하고 있어 일본동화협회와의 공동 프로젝트로 진행되었다.. 참가 음악가는 각 방면에서의 추천을 받고 이 기획에 동참해줄 것 같은 인물에게 요청해 선발했다..
전반부 가사를 하타 아키가, 후반부 가사를 후지바야시 쇼코가 담당하고, 각각의 가사에 아게마츠 노리야스와 타나카 코헤이가 노래를 붙였으며, 최종적으로 타나카 코헤이가 전체 편곡을 했다. 전반부는 젊은 아티스트, 후반 부분은 베테랑 아티스트가 노래를 하고 마지막 파트는 모두가 합창한다.
CD에는 본 곡과 그 반주곡 버전을 수록했으며, 또 부속 DVD에는 본 곡의 뮤직 비디오가 수록되어 있다.

## 수록 내용
| #            | 제목                                                                                          | 작사                       | 작곡                             | 편곡  | 재생 시간 |
| ------------ | --------------------------------------------------------------------------------------------- | -------------------------- | -------------------------------- | ----- | --------- |
| 1.           | 〈날개를 가진 자 ~Not an angel Just a dreamer~〉 (翼を持つ者 〜Not an angel Just a dreamer〜) | 하타 아키, 후지바야시 쇼코 | 타나카 코헤이, 아게마츠 노리야스 | 7:28  |           |
| 2.           | 〈날개를 가진 자 ~Not an angel Just a dreamer~〉 (Instrumental)                               | 하타 아키, 후지바야시 쇼코 | 타나카 코헤이, 아게마츠 노리야스 | 7:26  |           |
| 총 재생 시간 | 총 재생 시간                                                                                  | 총 재생 시간               | 총 재생 시간                     | 14:54 |           |

| #  | 제목                                                           | 재생 시간 |
| -- | -------------------------------------------------------------- | --------- |
| 1. | 〈날개를 가진 자 ~Not an angel Just a dreamer~〉 (뮤직 비디오) |           |

### 참가 음악가
(가나다 순)
- GRANRODEO
- 나카가와 쇼코
- Minami
- 사사키 이사오
- 스즈키 코노미
- 시모노 히로
- i☆Ris
- 요네쿠라 치히로
- 우치다 마아야
- Wake Up, Girls!
- 이노우에 아즈미
- JAM Project
- 치하라 미노리
- 쿠시다 아키라
- 타케타츠 아야나
- 토요나가 토시유키
- TRUE
- 하타노 와타루
- 호리에 미츠코
- May'n
- 미즈키 이치로
- 미모리 스즈코

## 발매일
| 국가     | 일정             | 포맷                | 레이블          |
| -------- | ---------------- | ------------------- | --------------- |
| 일본     | 2017년 10월 25일 | CD+DVD, 디지털 음원 | 에이벡스 픽처스 |
| 대한민국 | 2017년 11월 30일 | 디지털 음원         | 지니뮤직        |

## 스페셜 뮤직비디오 등장작품
'애니메 NEXT_100' 프로젝트 공식 사이트에서 2017년 1월 1일부터 5월 15일에 걸쳐 소개된 135개의 작품(뒤에 ○이 없는 작품)에서 발췌했다. 뮤직비디오 등장 작품은 공식 사이트 뉴스 기사, 등장하지 않은 작품은 작품 소개 페이지의 게재일을 기준으로 나열한다.
1917년 ~ 1950년대
- 나마쿠라가타나 (塙凹内名刀之巻, なまくら刀)
- 나비부인의 환상 (お蝶夫人の幻想)
- 참외 아가씨와 심술꾸러기 (瓜子姫とあまのじゃく)
- 옛날 옛날의 맥주 (ビールむかしむかし)
- 꼬마 검둥이 삼보의 호랑이 퇴치 (ちびくろさんぼのとらたいじ)
- 백사전 (白蛇伝, 1958년 도에이 애니메이션 영화)

1960년대
- 이케다야 사건 (池田屋騒動)
- 인간 동물원 (人間動物園)
- LOVE
- 우주소년 아톰 (1963년작)
- 철인 28호 (1963년작)
- 두 사람의 사무라이 皮切 (両人侍 皮切)
- 빅X (ビッグX)
- 살인광시대 (殺人狂時代)
- 우주 에이스 (宇宙エース)
- 밀림의 왕자 레오
- 사이보그 009 (1968년작)
- 요술공주 샐리 (마법사 샐리)
- 마하 고고고
- 꽃꺾기 (花折り)
- 게게게의 키타로 (ゲゲゲの鬼太郎)
- 거인의 별 (巨人の星)
- 하품요정 아쿠비 (재채기 대마왕)
- 어택 넘버 원

1970년대
- 내일의 죠
- 해치의 모험
- 천재 바카본 (天才バカボン)
- 도깨비 (鬼)
- 독수리 오형제
- 온부 오바케 (おんぶおばけ)
- 마징가Z
- 신조인간 캐산
- 시인의 생애 (詩人の生涯)
- 플랜더스의 개
- 타임 보칸
- 도조지 (道成寺)
- 저건 누구? (あれはだれ?)
- 엄마 찾아 삼만리
- 무지개를 향해 (虹に向かって)
- 커피 브레이크 (コーヒーブレイク)
- 얏타맨
- 미국 너구리 라스칼
- Risu no Panache (りすのパナシ)
- 은하철도 999
- 카타쿠 (火宅)
- 빨강머리 앤
- 기동전사 건담
- 베르사이유의 장미

1980년대
- 캡틴
- 전설거신 이데온 (伝説巨神イデオン)
- 닥터 슬럼프 아라레짱
- 태양의 엄니 다그람 (太陽の牙ダグラム)
- 오콘조루리 (おこんじょうるり)
- 요술공주 밍키
- 새끼곰 우프 (くまの子ウーフ)
- 장갑기병 보톰즈
- 근육맨 (キン肉マン)
- 천사소녀 새롬이
- 터치
- 드래곤볼
- 세인트 세이야
- 시티헌터
- 슈퍼 씽씽캅 (드래곤 파이터)
- 사무라이 트루퍼 (鎧伝サムライトルーパー)
- AKIRA

1990년대
- TarZAn
- 마루코는 아홉살
- 주문이 많은 요리점 (注文の多い料理店)
- 신세기 GPX 사이버 포뮬러 (新世紀GPXサイバーフォーミュラ)
- 후유노히 (冬の日) ○
- 달의 요정 세일러문
- 유☆유☆백서
- KNYACKI!
- 우리는 챔피언
- 명탐정 코난
- 블랙 잭 극장판
- 조지나마하게 (じょうじなまはげ)
- 용자왕 가오가이가 (사자왕 가오가이거)
- 카우보이 비밥
- 상경 이야기 (上京物語)
- 견당사 이야기 (遣唐使ものがたり)
- 디지몬 어드벤처
- ONE PIECE

2000년대
- 유희왕 듀얼몬스터즈
- 아타마야마 (頭山)
- 나루토
- 빛의 전사 프리큐어
- Samurai 7
- 블리치
- 암굴왕 (巌窟王)
- 메이저
- 사자의 서 (死者の書)
- 시간을 달리는 소녀
- 코드 기어스 반역의 를르슈
- 철콘 근크리트 ○
- 카프카 시골의사 (カフカ 田舎医者)
- 나츠메 우인장
- 강철의 연금술사

2010년대
- TIGER & BUNNY
- 라스트 엑자일 -은빛 날개의 팜-
- 우주형제
- 러브 라이브! (애니메이션)
- 언어의 정원
- 겁쟁이 페달
- 극장판 마법소녀 마도카☆마기카 신편 반역의 이야기
- 하버 테일 (ハーバーティル)
- THE IDOLM@STER MOVIE 빛의 저편에!
- 페이트/스테이 나이트 무한의 검제 ○
- 에토타마
- 루팡 3세 (2015년)
- 마음이 외치고 싶어해
- 걸즈 & 판처 극장판
- 푸른 저편의 포리듬
- 죠죠의 기묘한 모험 《다이아몬드는 부서지지 않는다》
- 문호 스트레이 독스
- 타임 트래블 소녀 ~마리&와카와 8명의 과학자들~ (タイムトラベル少女〜マリ・ワカと8人の科学者たち〜)
- 너의 이름은.
- 이 세상의 한구석에 ○
- 포켓몬스터 썬&문
- 극장판 소드 아트 온라인 -오디널 스케일-
- 짱구는 못말려 극장판: 습격!! 외계인 덩덩이
- 오소마츠상

(참고) 뮤직비디오에 등장하지 않았지만 소개된 작품
- 탑블레이드
- 도쿄대공습 아오여 돌아와라 (東京大空襲・あおよかえってこい)
- 트랜스포머
- 우주전함 야마토 2199 (宇宙戦艦ヤマト2199)
- 부타짱 (ブタちゃん)
- 냥보~! (にゃんぼー!)
- 치짱의 귀신쫓기 (ちいちゃんのかげおくり)
- 날아라! 호빵맨
- 사자에상
- 기동경찰 패트레이버 (초기 OVA)
- GHOST IN THE SHELL / 공각기동대
- GAMBA 감바와 친구들 (GAMBA ガンバと仲間たち)
- Fate/Zero
- 닌자보이 란타로
- 신세기 에반게리온
- 오자루마루 (おじゃる丸)
- 아이돌타임 프리파라